# こいき
こいき（小粋）とは、日本たばこ産業が製造し、日本たばこアイメックス株式会社が販売している、煙管（きせる）用の刻みタバコの銘柄である。

## 概要
煙管用の刻みたばこは、たばこ専売化以降も製造が続けられてきたが、需要の減少に伴い銘柄の廃止が行われ、1979年（昭和54年）の「ききょう」販売終了をもって国内製造品は消滅した。その後、旧来からの愛好者や歌舞伎を始めとする伝統芸能従事者からの刻みタバコの供給要望が強かった事から、日本専売公社（当時）は急遽マカオからの輸入品である「山吹」を流通させて需要に応えようとしたものの、刻みの細さや葉の喫味などの面で「ききょう」には及ばなかったとされており、伝統的な喫煙方法である煙管に使用する商品に国内製品を望む声もあり、1985年（昭和60年）に当銘柄が販売された。しばらくは「山吹」も平行して販売されていたが2000年代中期に廃止となり、一時期は国産の煙管向けとしては唯一の製品であった。2011年（平成23年）3月以降はベルギーからの輸入品である「宝船」が競合銘柄として登場しているが、依然刻みの細さでは世界的にも抜きん出たレベルを持っている。2018年(平成30年)10月1日に1箱380円から470円、2019年(令和元年)10月1日に480円、2020年(令和2年)10月1日に520円、2021年10月1日に600円に価格変更。

## 特徴
煙管向けとして、たばこ葉は通常の紙巻きたばこなどのそれとは異なり、髪の毛の細さ（0.1ミリメートル）に細く刻まれており、これが紙封の上で箱詰めになっている。使用している葉は国内産。本銘柄の製造には明治中期に考案された刻みタバコ製造機械「酒井式細刻機」の機構を元にした「ドラム形細刻機」が使用されており、江戸時代の手刻み包丁による製法以来続く、日本の伝統的な刻みタバコの形態を現在に伝えるものとなっている。
箱に「小粋」と表記されているため、一般に漢字で表記されることが多いが、日本たばこ産業における正式名称はひらがな表記で「こいき」としている。
こいきは、松川葉・達磨葉・出水葉・指宿葉・水府葉の全5種の煙草葉によるブレンドを以って生成される。2012年11月には、そのうちの松川葉のみを使用した単種 （純正）の「小粋 松川刻」が数量限定生産で発売された。その後、現在までに達磨葉のみの単種 「小粋 達磨刻」、出水葉のみの単種「小粋 出水刻」 が同じく数量限定生産で発売されている。
なお、本品に限らず刻み煙草全てに言えることではあるが、通常の紙巻きタバコと異なり保管、持ち運びに非常に手間を要する。葉自体が非常に細かく繊細のため、持ち運び等の振動を含め取り扱い方によっては葉がバラバラや粉状になり、喫煙に適さなくなってしまう。保存環境にも気を払う必要があり、空気が乾燥していると葉がバラバラになりやすく、また味も辛く（キツく）なってしまう。かといって湿度が高すぎると同じく味が変わってしまい、そのまま放置するとカビの発生や葉自体が傷んでしまう事があり、喫煙に適さなくなってしまう。日本の環境では夏期と冬季で取り扱い方を変える必要があり、非常に繊細な煙草である。人にも因るが、保管は冷凍庫等で行った上で消費段階になって水の入れた容器と開封した刻み煙草を並べた上で鍋の蓋などで密閉し適度に加湿する方法などが考えられる。

## 製品一覧

### 現行販売製品
※ タール・ニコチン値は表記なし